# Palo Cedro
Palo Cedro es un lugar designado por el censo (en inglés, census-designated place, CDP) ubicado en el condado de Shasta, California, Estados Unidos. Según el censo de 2020, tiene una población de 2931 habitantes.

## Geografía
La localidad está ubicada en las coordenadas 40°33′58″N 122°14′34″O / 40.56611, -122.24278 (40.566236, -122.242837). Según la Oficina del Censo, tiene un área total de 21.46 km², de la cual 21.18 km² es tierra y 0.28 km² es agua.

## Demografía
Según la Oficina del Censo en 2000 los ingresos medios por hogar en la localidad eran de $51,471, y los ingresos medios por familia eran $60,385. Los hombres tenían unos ingresos medios de $47,232 frente a los $ 33,125 para las mujeres. La renta per cápita para la localidad era de $23,419. Alrededor del 5.5% de la población estaban por debajo del umbral de pobreza.